# Heterotrofi
En heterotrof är en organism, som till skillnad från en autotrof, behöver konsumera organiska ämnen för att få energi, till exempel genom att äta, antingen autotrofer eller andra heterotrofer, som lever eller som nyligen dödats. Det gäller bland annat djur och svampar.

## Heterotrofa bakterier
Flertalet bakterier är heterotrofa och många av dessa utvinner den energirika näring som finns i döda växt- och djurrester, de fungerar därmed som saprofyter (nedbrytare).
Bakterier kan också få tillgång till energirik näring genom att samexistera med andra organismer, samexistens mellan två arter där båda parter gynnas av varandras närvaro kallas mutualism. Vissa heterotrofa bakterier är även parasiter men endast en minoritet av alla bakteriearters parasiter är sjukdomsalstrande.